# L'Assassin candide
Pour plus de détails, voir Fiche technique et Distribution.
L'Assassin candide (Den enfaldige mördaren) est un film suédois réalisé par Hans Alfredson sorti en 1982.

## Fiche technique
- Titre : L'Assassin candide
- Titre original : Den enfaldige mördaren
- Réalisation : Hans Alfredson
- Scénario : Hans Alfredson
- Images : Rolf Lindström, Jörgen Persson
- Son :
- Montage : Jan Persson
- Musique : Rolf Sersam, Giuseppe Verdi
- Production :
- Société de distribution : Svensk Filmindustri
- Pays d'origine : Suède
- Langue : suédois
- Format : couleurs
- Genre : drame
- Durée : 108 minutes
- Tout public
- Dates de sortie : 12 février 1982 (Suède)

## Distribution
- Stellan Skarsgård - Sven
- Maria Johansson - Anna
- Hans Alfredson - Höglund
- Per Myrberg - Andersson
- Lena-Pia Bernhardsson - Madame Andersson
- Nils Ahlroth - Månsson
- Lars Amble - Bengt
- Carl-Åke Eriksson - Wallin
- Cecilia Walton - Vera
- Wallis Grahn - Madame Höglund
- Else-Marie Brandt - Mère de Sven
- Gösta Ekman - Le nouveau chauffeur
- Carl Billquist - Flodin
- Lena Nyman -
- Björn Andrésen - Angel

## Récompenses et distinctions
- Bodil du meilleur film européen  en 1983